# غوبينغن
غوبينغن (بالألمانية: Göppingen) هي Grosse Kreisstadt، مدينة وبلدة ألمانية تقع في ألمانيا في Regierungsbezirk Stuttgart.[بحاجة لمصدر] يقدر عدد سكانها بـ 57,771 نسمة .

## المدن التوأمة
مدن فودجا، كلوسترنوبرغ، زونهبرغ وبيساك هي مدن توأمة لـغوبينغن.

## أعلام
- إف. دبليو. بيرنستاين
- شاين سميلتز
- كريستينا سنجر
- داني شوارز
- هاينز-غنثر ليمان
- جورج سيسيل جافي
- رودلف كليف
- سفين ميندى
- هوجو هارنيغ
- إبرهارت الثالث